# 小行星9287
小行星9287（英語：9287）是一颗围绕太阳公转的小行星。1981年3月6日，舒爾特·巴斯在赛丁泉山发现了此天体。
这颗小行星的绝对星等为99.58412521853572等。